# مهوش شفاعی
مهوش شفاعی (زادهٔ ۲۵ اردیبهشت ۱۳۳۵ در تهران) یک شمشیرباز بازنشسته ایرانی است.
او در مهر ماه ۱۳۵۲ در نخستین دوره مسابقات شمشیر بازی آسیا که به میزبانی تهران برگزار می‌شد، توانست در سن ۱۷ سالگی در رقابتی حساس با برتری بر رقیبانی از تایلند، لبنان و ژاپن، به مقام قهرمانی آسیا برسد. پس از وی، ژیلا الماسی، نماینده ژاپن و ناهید آچاک به مقام‌های دوم تا چهارم رسیدند. وی در بازی‌های آسیایی تهران توانست دو مدال طلا و نقره کسب کند. در بازی‌های آسیایی ۱۹۷۴ تهران، مهوش شفاعی، گیتی محبان، ژیلا الماسی، مریم شریعت‌زاده و مریم آچاک تیم تیم شمشیربازی زنان ایران را تشکیل می‌دادند. این تیم توانست اولین مدال طلای ورزش زنان ایران در مسابقه‌ای معتبر و بین‌المللی را کسب کنند. مهوش در این مسابقات توانست افتخار کسب اولین مدال انفرادی ورزش زنان ایران در مسابقه‌ای معتبر و بین‌المللی را کسب کنند.
او در رقابت‌های انفرادی و تیمی فلوره در بازی‌های المپیک تابستانی ۱۹۷۶ شرکت داشت. شمشیربازی زنان در المپیک مونترال فقط در اسلحه فلوره برگزار شد. مهوش شفایی ۲۰ ساله، گیتی محبان ۲۶ ساله، ژیلا الماسی ۲۲ ساله و مریم آچاک ۲۹ ساله بانوان شمشیرباز اعزامی به المپیک مونترال بودند که بدون کسب عنوان به ایران بازگشتند. مهوش شفایی ۲۰ ساله که نایب قهرمان انفرادی بازیهای آسیایی بود، در مسابقات تیمی در برابر شیلا آرمسترانگ آمریکایی، کارولا مانگیاروتی (ایتالیا) و هیلاری کاتورن از انگلستان برنده شد.